# 武田斉紀
武田 斉紀（たけだ よしのり、1962年- ）は、経営コンサルタント（企業理念の共有浸透）、文筆家。

## 人物
- 1986年に東京大学を卒業し、リクルートに入社。人事部を経て､採用・組織およびブランドコンサルティング、マーケティングの新規事業立上げに携わる。多くの企業を支援する中で、｢経営の中心に明確な理念を置いている企業は、社員が生き生きと働き、顧客や社会に支持され、永続的に発展成長していく力を持っている」との確信を得て、2003年に企業理念の共有浸透を専門とする現在のコンサルティング会社を設立。
- 日経ビジネスオンラインにて連載を持ち、一貫して理念の共有・浸透の大切さ、ブレない組織や生き方について発信し続けている[1][2]。その他、雑誌寄稿、取材掲載等多数。ワークショップ型の講演や研修等[3]。また地域の活性化に関するコンサルティングも行っている[4][5]。
- コラム記事などには、しばしばサッカーの話題が入りこむ[6][7]。なでしこジャパンは、2011 FIFA女子ワールドカップ優勝以前から応援していた
- TCC（東京コピーライターズクラブ）会員ほか。

## 経歴
- 1962年　生まれ
- 1986年　東京大学卒業、株式会社リクルート入社
- 2002年　同社を退職し、新しい人材ビジネスベンチャーにNo.2として参画
- 2003年　ブライトサイド コーポレーション（正式社名：ブライトサイド株式会社）設立

## 著書
- 『新スペシャリストになろう』（PHP研究所　2004年10月）ISBN 4569638139
- 『なぜ社長の話はわかりにくいのか』（PHP研究所　2009年8月）ISBN 456977038X
- 『行きたくなる会社のつくり方』（Nanaブックス 2010年7月）ISBN 4904899032
- 『ブレないリーダー』（Nanaブックス 2011年5月）ISBN 4904899164
- 『社長のアツイ言葉』（中経出版 2012年4月）ISBN 4806143251
- 『世界一「なでしこ」の突破術』（双葉社 2012年7月）ISBN 4575304344